# Razem (singel)
Razem, styl. RAZEM – singiel polskiego zespołu Genzie, który został wydany 1 grudnia 2023.
Nagranie otrzymało w Polsce status złotej płyty 25 września 2024.
Singel zdobył ponad 6 milionów wyświetleń w serwisie YouTube (2024) oraz ponad 4 miliony odsłuchań w serwisie Spotify (2024).

## Nagrywanie
Utwór został wyprodukowany przez Clearminda i FANTØM-a. Za mix/mastering utworu odpowiada FANTØM. Za realizację utworu odpowiada Jędrek Wołodko. Tekst do utworu został napisany przez Moodwave'a i Patryka Barana.

## Twórcy
Opracowane na podstawie materiałów źródłowych.
- Clearmind (Mateusz Żezala) – produkcja, kompozycja
- Jędrek Wołodko – realizacja
- FANTØM (Grzegorz Burkat) – mix/mastering
- Moodwave – tekst
- Patryk „Mortalcio” Baran – tekst, wokal

- Faustyna Fugińska – wokal
- Bartosz „Świeży” Laskowski – wokal
- Wiktoria „Kartonii” Bochnak – wokal
- Hanna Puchalska – wokal
- Bartek Kubicki – wokal
- Oliwier Kałużny – wokal
- Julita Różalska – wokal

## Teledysk
Do utworu powstał teledysk, który udostępniono 1 grudnia 2023 za pośrednictwem serwisu YouTube.

## Lista utworów
- Digital download[1]

1. „RAZEM” – 3:02

## Certyfikat i sprzedaż
| Kraj          | Certyfikat  | Sprzedaż | Data przyznania  |
| ------------- | ----------- | -------- | ---------------- |
| Polska (ZPAV) | złota płyta | 25 000+  | 25 września 2024 |

## Notowania
- Spotify(POL): 134[7]